# Renault Type 488
Il Renault Type 488 era un motore a scoppio prodotto dal 1937 al 1953 dalla Casa automobilistica francese Renault.

## Caratteristiche

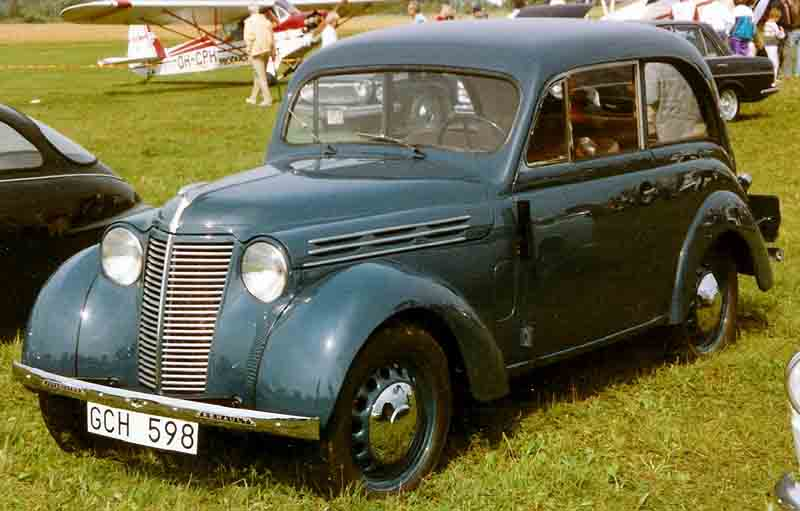
La Juvaquatre è stata l'unica Renault a montare il motore 488

Il motore Type 488 è stato introdotto per essere montato sulla Juvaquatre, che risulterà poi l'unica sua applicazione.
È un motore a 4 cilindri in linea con distribuzione a valvole laterali.
Si tratta di un'unità di tipo sottoquadro, le cui misure di alesaggio e corsa sono di 58x95 mm, per una cilindrata complessiva di 1003 cm³. L'alimentazione era affidata ad un carburatore Solex 26. La potenza massima raggiungeva i 24 CV a 3500 giri/min.
Di questo motore sono esistite più varianti, differenti tra loro semplicemente per il diverso posizionamento di alcuni organi. In particolare:
- il 488-S1 è l'unità montata sulle Juvaquatre d'anteguerra e si distingue per lo sbocco del condotto di scarico sistemato sul lato anteriore del motore;
- il 488-S2 ha invece lo sbocco del condotto di scarico in posizione centrale;
- il 488-S3 ha una nuova frizione della Ferodo con nuovo volano di diametro differente;
- il 488-S4 ha un nuovo comando della pompa carburante, simile a quella montata sulle Renault 4CV.

Le ultime tre varianti di motore 488 sono state utilizzate in periodi differenti sulle versioni Break e furgoncino post-belliche.
Questo motore è stato pensionato nel 1953.